# Diego de Acebes
Diego de Acebes (Villaseca, ? - El Burgo de Osma, 30 de diciembre de 1207) fue obispo de la diócesis castellana de Burgo de Osma desde 1201 hasta su muerte el 30 de diciembre de 1207. Coincidió en la misma con Domingo de Guzmán a quién nombró su canónigo.
En 1206 ambos se ausentaron de España, no está claro si para pedir licencia al papa Inocencio III para renunciar a su obispado, para visitar los lugares santos de Roma o en misión diplomática de parte de Alfonso VIII de Castilla al rey de Dinamarca. A su vuelta por el sur de Francia comprobaron la fuerza de la herejía cátara que en esos momentos estaba en pleno auge y decidieron quedarse en el Languedoc para predicar.
Desde 1205 y hasta su muerte fundó junto con Santo Domingo varias misiones formando un grupo de predicadores que vivían en la pobreza. Continuada por este tras su fallecimiento en 1207 la obra evangelizadora de Diego y Domingo acabaría dando lugar a la creación de la Orden de los Hermanos Predicadores.
La Iglesia católica lo considera como venerable.